# Pixie Geldof
Little Pixie Geldof, född 17 september 1990 i London, är en brittisk fotomodell och sångerska. Hon har bland annat arbetat för Debenhams.

## Familj
Pixie Geldof är dotter till Bob Geldof och Paula Yates (född 24 april 1959, död 17 september 2000) samt syster till Fifi Trixibelle (född 1983) och Peaches Geldof (1989–2014) och halvsyster till Tiger Hutchence (eg. Heavenly Hiraani Tiger Lily Hutchence född 1996). Tiger's far är Michael Hutchence (född 22 januari 1960, död 22 november 1997), medlem i rockgruppen INXS